# Погосткина, Алина Александровна
Али́на Алекса́ндровна Пого́сткина (нем. Alina Pogostkina; род. 18 ноября 1983, Ленинград) — немецкая скрипачка российского происхождения.
Дочь двух скрипачей. В 1992 году вместе с семьёй переехала в Германию. Погосткины жили в Гейдельберге, некоторое время зарабатывая как уличные музыканты. Затем Алина Погосткина постепенно начала концертную карьеру. В 1995 году выиграла первый конкурс скрипачей (имени Людвига Шпора в Веймаре); наиболее значительным конкурсным достижением Погосткиной является победа в 2005 году на международном конкурсе скрипачей имени Сибелиуса с дополнительным призом за лучшее исполнение скрипичного концерта Сибелиуса. Погосткина учится в Берлинской музыкальной академии имени Эйслера у Кристофа Поппена и Антье Вайтхаас.
Играет на скрипке А. Страдивари (Sasserno 1717), предоставленной ей фондом Nippon Music Foundation.